# São Simão de Gouveia
São Simão de Gouveia, oder einfach São Simão, ist eine Gemeinde (freguesia) im Stadtbezirk von Amarante in Portugal. Es umfasst einen Bereich von 12,5 km² und hatte 577 Einwohner (Stand 19. April 2021). Die Bevölkerungsdichte beträgt 46,2 Einwohner/km².

São Simão de Gouveia im Kreis Amarante

Aufgestellt im extremen Süden des Stadtbezirkes, wird São Simão im Süden durch die Stadtbezirke von Marco de Canaveses und in Baião, im Westen durch Carvalho de Rei, im Norden durch Lomba und Jazente begrenzt, und im Osten durch Salvador do Monte.
São Simão war Stadt und die Mitte eines Stadtbezirkes bis früh 19. Jahrhundert. Dieser Stadtbezirk wurde durch die folgenden Gemeinden festgesetzt: Aliviada, Cepelos, Folhada, Gouveia, Lomba, Monte (São Salvador) e Várzea. Es hatte, 1801, eine Bevölkerung von 3015.